# Conus patae
Conus patae е вид охлюв от семейство Conidae. Видът не е застрашен от изчезване.

## Разпространение и местообитание
Разпространен е в Американски Вирджински острови, Барбадос, Бахамски острови, Белиз, Бонер, Британски Вирджински острови, Гваделупа, Гватемала, Гренада, Доминика, Доминиканска република, Коста Рика, Куба, Мартиника, Мексико (Кинтана Ро и Юкатан), Монсерат, Никарагуа, Саба, САЩ (Флорида), Свети Мартин, Сейнт Винсент и Гренадини, Сейнт Китс и Невис, Сейнт Лусия, Сен Естатиус, Синт Мартен, Тринидад и Тобаго, Търкс и Кайкос, Хаити, Хондурас и Ямайка.
Обитава крайбрежията и пясъчните дъна на морета.